# علي العبد الله السالم الصباح
الشيخ علي العبد الله السالم الصباح (1946 - 5 يوليو 2024)، محافظ محافظة مبارك الكبير السابق. وهو الابن الأصغر لأمير دولة الكويت الحادي عشر الشيخ عبد الله السالم الصباح.

## حياته العلمية والعملية
- حاصل على دبلوم علوم عسكرية من الكويت[3]، وعمل ضابطًا في الجيش الكويتي حتى وصل إلى رتبة رائد[3]، وترك العمل في الجيش بعام 1980.[3]
- تولّى رئاسة النادي العربي[3] خلال الفترة من عام 1988 حتى عام 1992.
- في عام 1989 عُيّن محافظًا لمحافظة الجهراء[3]، واستمر بالمنصب حتى عام 1991 عندما عُيّن محافظًا لمحافظة العاصمة[3] والذي استمر محافظًا لها حتى عام 1999 عندما تم تعيينه محافظًا لمحافظة الأحمدي[3] والتي تولّى شؤونها حتى عام 2006[3]، حيث عُيّن محافظًا لمحافظة مبارك الكبير.[3]

## حياته العائلية
تزوج من:
- الشيخة عناية إبراهيم حمود الجراح الصباح (مطلقة).
- عبير عبدالمحسن التميمي.

ولديه من الأولاد:
- الشيخ عبد الله (وزير الدفاع الكويتي السابق)
- الشيخة عهود.
- الشيخة عالية.
- الشيخة الغالية.
- الشيخة هيا.